# Elisaveta Martynova
Elisaveta Martynova (en russe : Елизавета Михайловна Мартынова ; 1868—1904) est une peintre russe diplômée de l'Académie russe des Beaux-Arts avec la promotion de 1890, première année où les femmes sont autorisées à entrer à l'Académie. Ses tableaux n'ont pas été conservés de manière fiable. Mais elle est connue par les portraits qu'ont réalisé d'elle de nombreux artistes de l'Âge d'argent. En particulier celui intitulé La Dame en bleu de Constantin Somov. Mais d'autres peintres ont réalisé son portrait également, parmi lesquels Ossip Braz et Philippe Maliavine.

## Biographie

### Formation à l'Académie des Beaux-Arts
Élisaveta Martynova est née en février 1868 à Saint-Pétersbourg dans une famille de médecins. Depuis son enfance, elle rêve de prendre des leçons de dessin et d'une carrière d'artiste professionnelle jusqu'à ce que, en 1890, ce rêve devienne réalisable. En effet, pour la première fois cette année là, l'Académie russe des Beaux-Arts autorise les femmes à présenter l'examen d'entrée. Durant les premières années, le nombre de femmes qui s'inscrivent est extrêmement faible. Anna Ostroumova-Lebedeva, qui est entrée en 1892, ne se souvient que de quatre noms de jeunes filles pour la première promotion de 1890—1891 :
1. Elena Klokatchiova
2. Elisaveta Martynova
3. Lioudmila Savitch
4. Maria Fiodorova

En tout, il y avait, avec ces quatre-là, 14 étudiantes dans toute l'Académie, en ce compris les élèves libres. Les jeunes filles arrivaient au cours dans l'entourage de maîtres réputés et étaient intimidées. Les hommes pensaient qu'il était de leur devoir d'encourager ces jeunes vocations féminines pour la profession d'artistes en Russie. Cette attitude s'est prolongée même quand Élisaveta Martynova a obtenu un diplôme lui donnant aussi le droit d'enseigner la peinture.

### La Dame en bleu

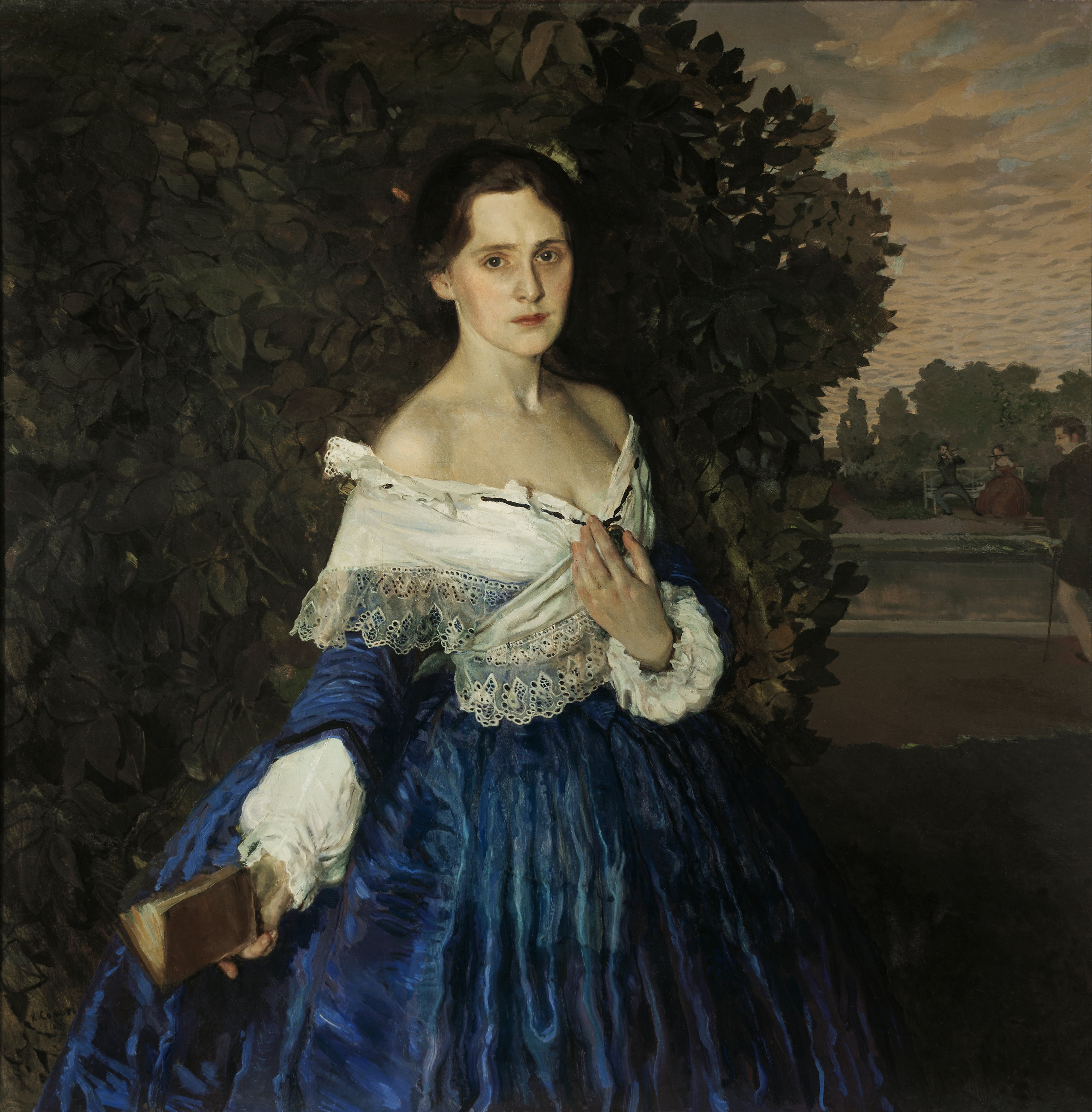
Constantin Somov, La Dame en bleu (Somov), 1897—1900

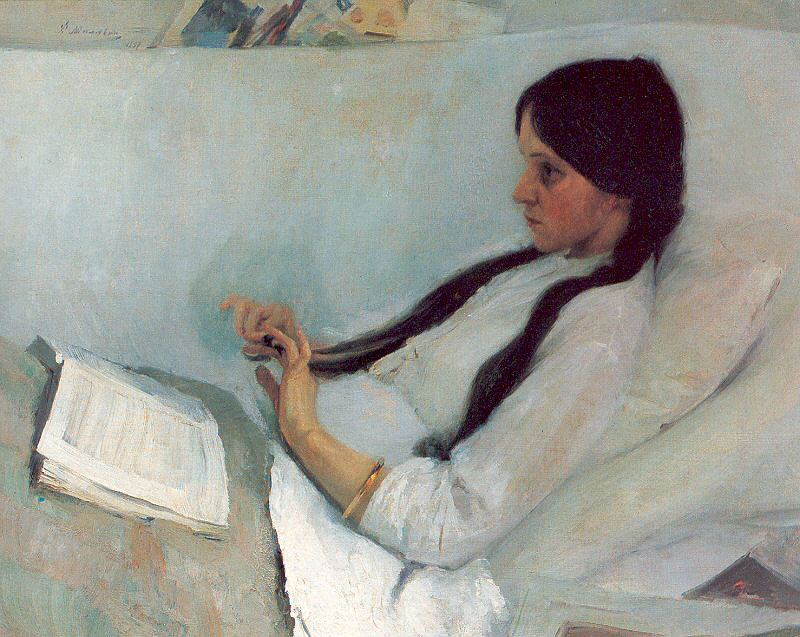
Philippe Maliavine, Jeune fille malade, 1897

À l'heure actuelle, on ne connaît pas avec certitude de tableaux que l'on puisse attribuer à Martynova avec certitude. Elle est restée dans les mémoires, non pas tant en qualité d'artiste, que pour le portrait qu'en a réalisé Constantin Somov et qu'il a achevé en 1900. Le tableau a été commencé en 1897, mais Somov a été obligé de faire de nombreuses pauses durant son travail du fait qu'Elisaveta Martynova souffrait de tuberculose. Durant cette année 1897, le peintre Philippe Maliavine a également réalisé la toile Jeune fille malade, avec comme sujet Elisaveta Martynova souffrante dans son lit.